# Mesostenus eisenii
Mesostenus eisenii är en stekelart som beskrevs av William Harris Ashmead 1894. Mesostenus eisenii ingår i släktet Mesostenus och familjen brokparasitsteklar. Inga underarter finns listade i Catalogue of Life.